# Birkenstock

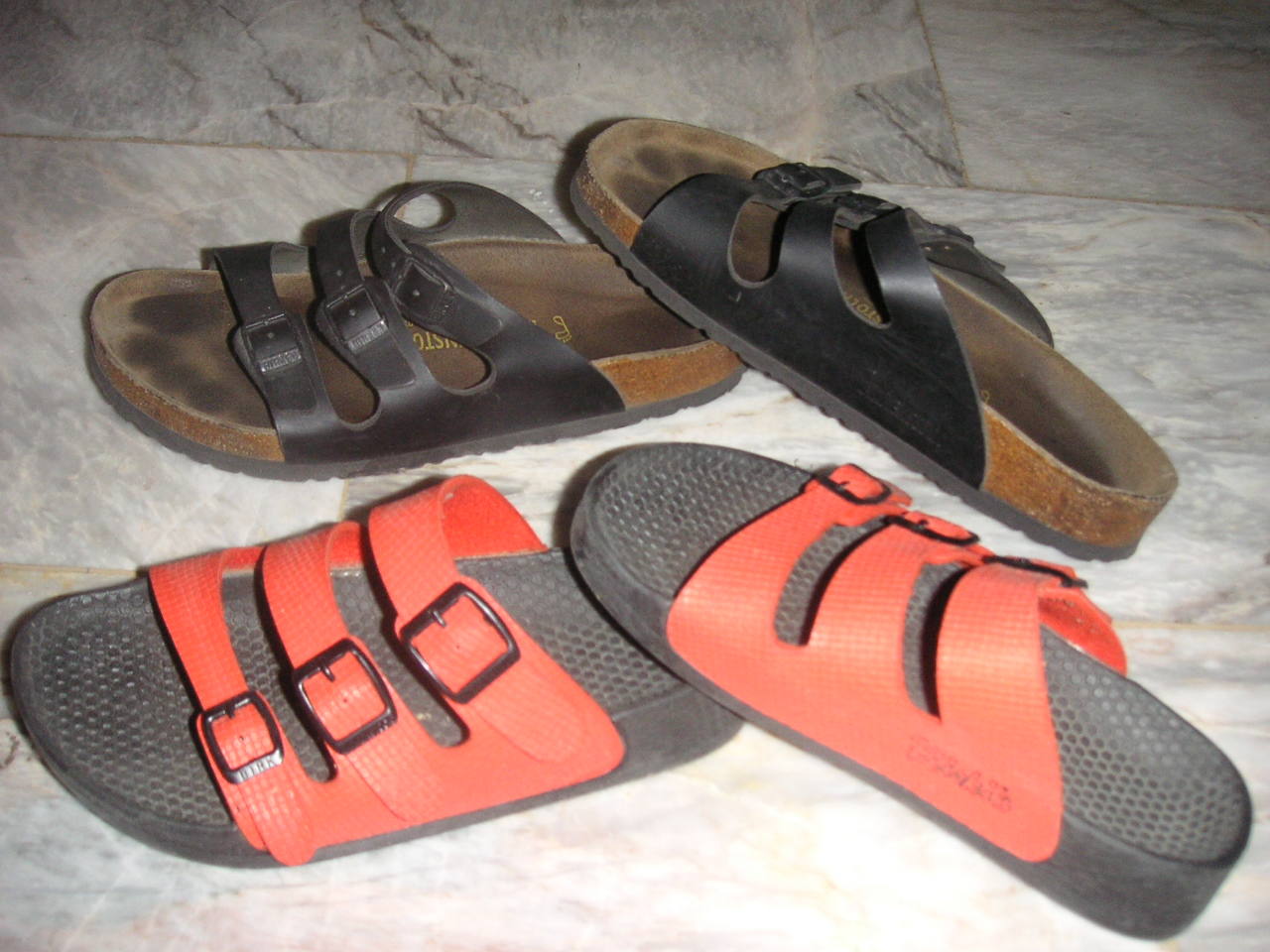
Parells de Birkenstocks (original al fons, Birki's al davant (Birki's és propietat de Birkenstock))

Birkenstock és una empresa alemanya especialitzada en la fabricació de sandàlies de cuir i altra mena de calcer. Té la seu principal al Districte de Neuwied al nord de Renània-Palatinat. Les seves sandàlies destaquen per la forma contornejada que s'adapta a la forma del peu.
La marca Birkenstock remunta les seves arrels a l'alemany Johann Adam Birkenstock, registrat el 1774 com un sabater en els arxius de l'església local. El 1897 el net de Johann Konrad Birkenstock, va desenvolupar la primera plantilla contornejada per a ús dels sabaters en la producció de calçat personalitzat. El 1902 Konrad va desenvolupar el primer suport flexible per a la seva inserció en les sabates fetes a fàbrica. El 1964 Karl Birkenstock va fer servir aquesta plantilla en la producció de sabates, dissenyant d'aquest manera el prototip original de la sandàlia Birkenstock. Des de 1967 aquestes sabates s'han exportat arreu del món.
El 2013 Heidi Klum dissenya calçat per Birkenstock, i també ho han fet Stella McCartney, Giambattista Valli o Phoebe Philo.